# Abgesetzte periphere Einheit
Eine Abgesetzte periphere Einheit (APE) ist ein vorgelagerter Teil einer Vermittlungsstelle, der von ihr örtlich entfernt und über Kabel verbunden ist.
Diese Verbindung erfolgt in Europa in der Regel über HDB3-codierte 2-Mbit/s-Leitungen (E1). Im Falle des Vermittlungssystems EWSD besteht eine APE im Wesentlichen aus den Digital Line Units (DLU), an die die Teilnehmer angeschaltet werden, sowie einer Line Trunk Group (LTG).
Eine APE hat eine Konzentratorfunktion und dient dem Anschluss von Endeinrichtungen über eine geringere Anzahl von Leitungen als bei direktem Anschluss der Endeinrichtungen erforderlich wären. Daneben kann die Anzahl eigenständiger Vermittlungsstellen beziehungsweise Vermittlungsbereiche reduziert werden. Dadurch werden die Kosten der Investition sowie Administration reduziert, da eine APE für sich keine eigene „Intelligenz“ hat. Für die Steuerung und Koordination ist die übergeordnete Vermittlungsstelle, die so genannte „Muttervermittlungsstelle“, verantwortlich.
Die Notwendigkeit, APE einzusetzen, ergibt sich daneben auch aus der Tatsache, dass die Anschlussleitung von der Vermittlungseinrichtung zum Teilnehmer nicht beliebig lang sein kann. Schleifenwiderstand und Dämpfung setzen physikalische Grenzen. Durch die APE wird der Versorgungsbereich eines Ortsnetzes mit vergleichsweise geringem Aufwand um einen weiteren Anschlussbereich vergrößert.